# La mia vita comincia in Malesia
La mia vita comincia in Malesia (A Town Like Alice) è un film del 1956, diretto da Jack Lee ed ispirato al romanzo di Nevil Shute Una città come Alice (A Town Like Alice, 1950).

## Trama
Dopo la fine della Seconda Guerra Mondiale, Jean Paget, una giovane donna inglese, scopre di aver ereditato una notevole somma di denaro. Con una parte di questa, decide di tornare in Malesia per costruire un pozzo nel villaggio che l’ha accolta e aiutata durante la guerra. Da lì si sviluppa una storia fatta di memoria, speranza e rinascita, raccontata in parte attraverso intensi flashback che riportano Jean agli anni della prigionia sotto l’occupazione giapponese. Nel 1942, Jean si trova a Kuala Lumpur quando i giapponesi invadono la colonia britannica. Dopo aver deciso di rimanere per aiutare la moglie e i figli del suo datore di lavoro, il signor Holland, viene catturata insieme a un gruppo di donne e bambini. Costretti a marciare per mesi senza meta e senza aiuti, i prigionieri affrontano fame, malattie e lutti. Durante questo drammatico percorso, Jean conosce il sergente australiano Joe Harman, anch’egli prigioniero, che lavora come autista per i giapponesi. Nonostante il rischio, Joe compie atti eroici per aiutare Jean e le altre donne, rubando per loro viveri e medicine. La loro breve ma intensa conoscenza lascia un segno profondo. Quando Joe viene brutalmente punito per aver rubato delle galline, Jean è costretta a proseguire il viaggio, ignara del destino del sergente. Terminata la guerra, Jean torna a Londra, dove apprende inaspettatamente che Joe è sopravvissuto. Decide allora di recarsi in Australia per cercarlo. Il viaggio la porta fino ad Alice Springs, una cittadina ordinata e vivibile che Joe le aveva descritto. Tuttavia, è a Willstown – un luogo isolato e arretrato nell'entroterra del Queensland – che Jean trova la realtà della vita quotidiana australiana, soprattutto per le donne. In attesa del ritorno di Joe, Jean decide di migliorare la qualità della vita nel villaggio. Utilizzando le sue competenze acquisite nel settore della pelletteria, apre un laboratorio per la produzione di scarpe in pelle di coccodrillo. Con il tempo, avvia altre iniziative, con l'obiettivo di trasformare Willstown in "una città come Alice", come dice il titolo originale del film.

## Riconoscimenti

### Vinti
- 1957 - Premio BAFTA
  - Migliore attrice protagonista a Virginia McKenna
  - Miglior attore protagonista a Peter Finch

### Candidature
- 1957 - Premio BAFTA
  - Miglior film britannico
  - Miglior sceneggiatura a W.P. Lipscomb e Richard Mason
  - Miglior film in assoluto
- 1957 - Premio della British Society of Cinematographers
  - Miglior cinematografia a Geoffrey Unsworth